# Městské hřbitovy v Benešově
Městské hřbitovy v Benešově je areál hlavních městských hřbitov v Benešově, v městské části Karlov. Jeho součástí jsou Starý hřbitov u kostela svatého Mikuláše, Nový hřbitov a Nový židovský hřbitov. Nacházejí se ve východní části města, v ulicích Na Karlově a V Pazderně.

## Historie

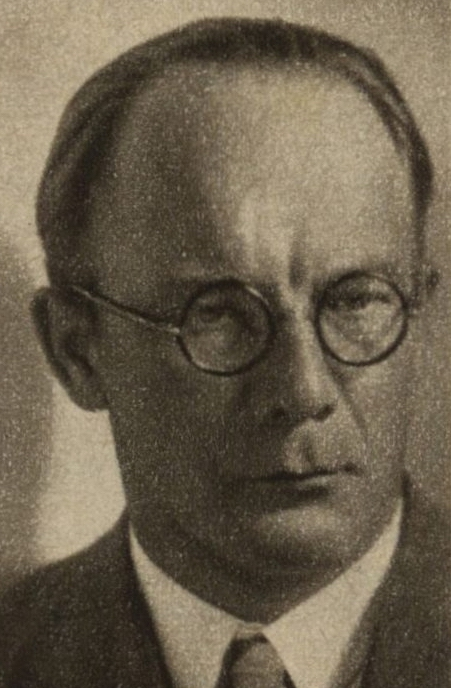
Karel Nový (1890–1980), novinář a spisovatel pohřbený na novém městském hřbitově

### Vznik
První hřbitov vznikl okolo raně gotického kostela svatého Mikuláše postaveného ve 13. století, přestavovaného v letech v letech 1420 a 1648. Zřejmě při druhé stavbě kostela vznikla původně gotická zvonice, po úpravě v 19. století přestavěná a osazená věžními hodinami. Poté, co se v rostoucím městě přestalo pohřbívat u kostelů v centru města, sloužilo pohřebiště jako hlavní městský hřbitov. Ve 3. čtvrtině 19. století bylo pohřebiště rozšířeno o nový městský hřbitov zřízený přes cestu u východní částí starého hřbitova. Při severní zdi nového hřbitova byl roku 1883 otevřen nový židovský hřbitov.
Podél zdí areálu hřbitova je umístěna řada hrobek významných obyvatel města, pohřbeni jsou na hřbitově i vojáci a legionáři bojující v první a druhé světové válce.

### Po roce 1945
S odchodem téměř veškerého německého obyvatelstva města v rámci odsunu sudetských Němců z Československa ve druhé polovině 40. let 20. století zůstala řada hrobů německých rodin opuštěna a bez údržby.
V Benešově se nenachází krematorium, ostatky zemřelých jsou zpopelňovány povětšinou v krematoriu v Táboře.

## Osobnosti pohřbené na tomto hřbitově
- Karel Nový (1890–1980) – novinář a prozaik
- Prof. František Václav Mareš (1922–1994) – slavista
- Št.k. Josef Volf (1889–1973) – velitel prezidentské ochranky Tomáše G. Masaryka a Edvarda Beneše
- Karel Vladislav Zap (1812–1871) – historik, pedagog a spisovatel
- Karel Škvor (1910–1971) – filmový a interiérový architekt
- Jaroslav Charvát (1904–1988) – archivář a historik
- Ján Juraj Stanek (1909–1996) – československý voják bojující mj. během SNP
- Jiří Tywoniak (1919–1995) – archivář a historik
- Ladislav Trmal (1892–1954) – první volený kronikář města
- Vladimír Antušek (1901–1968) – malíř
- Vladimír Haering (1850–1901) – starosta města
- Antonín Kužel (1853–1929) – stavitel
- Vladimír Cidlinský (1934–2013) – malíř a grafik
- Ladislav Šíma (1885–1956) – malíř
- Hrobka rodu Urbanidesů

### Nový hřbitov
- František Malkovský (1897–1930) – válečný pilot a letecký akrobat
- František Veselý (1856–1934) – politik, někdejší čs. ministr spravedlnosti
- Ludmila Kloudová-Veselá (1900–1988) – právnička, druhá akreditovaná advokátka v ČSR
- Josef Šlechta (1882–1937) – evangelický duchovní, senior Českobratrské církve

## Galerie

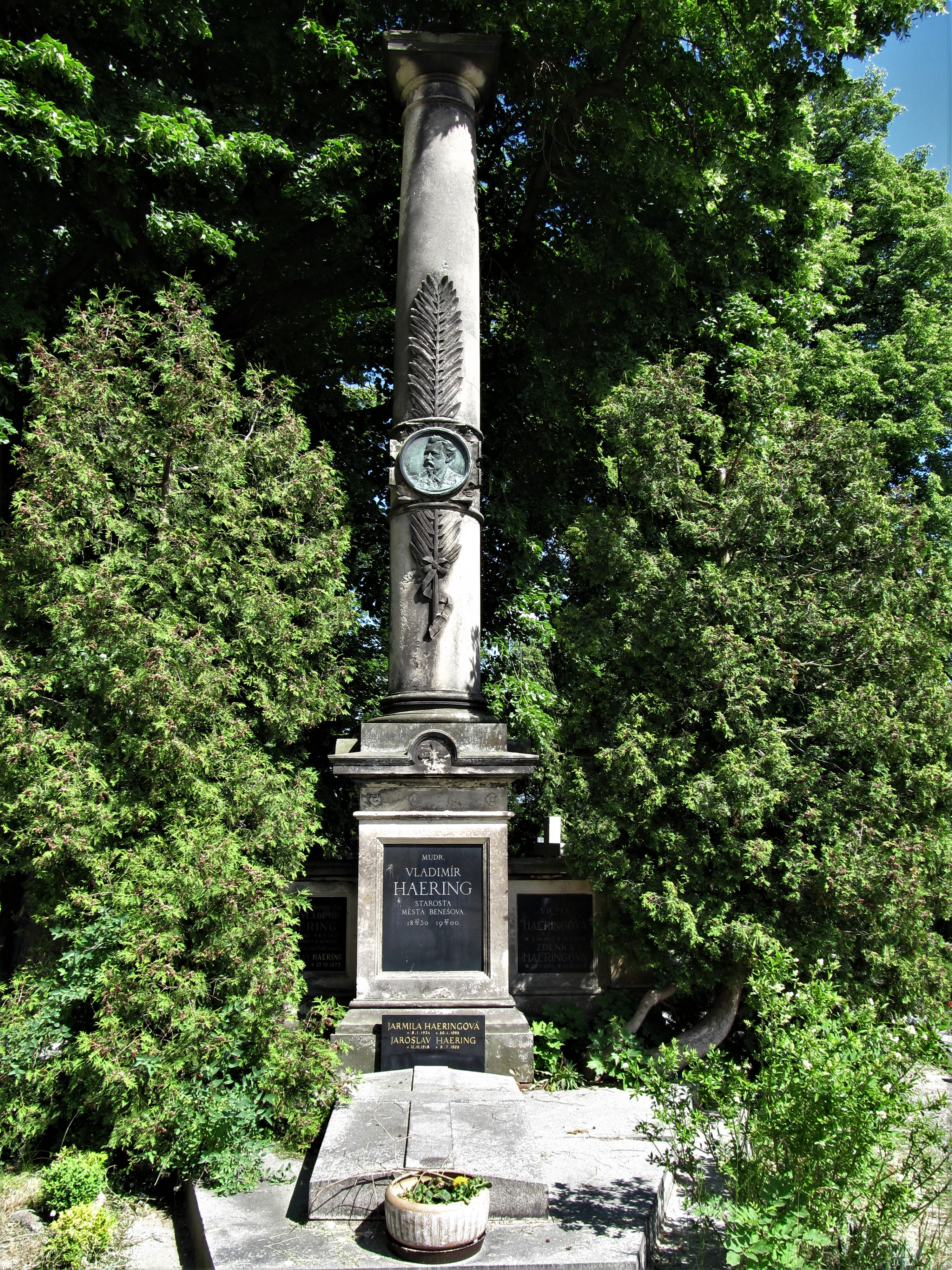
Hrobka Vladimíra Haeringa (1850–1900), starosty v Benešově (1893–1900)
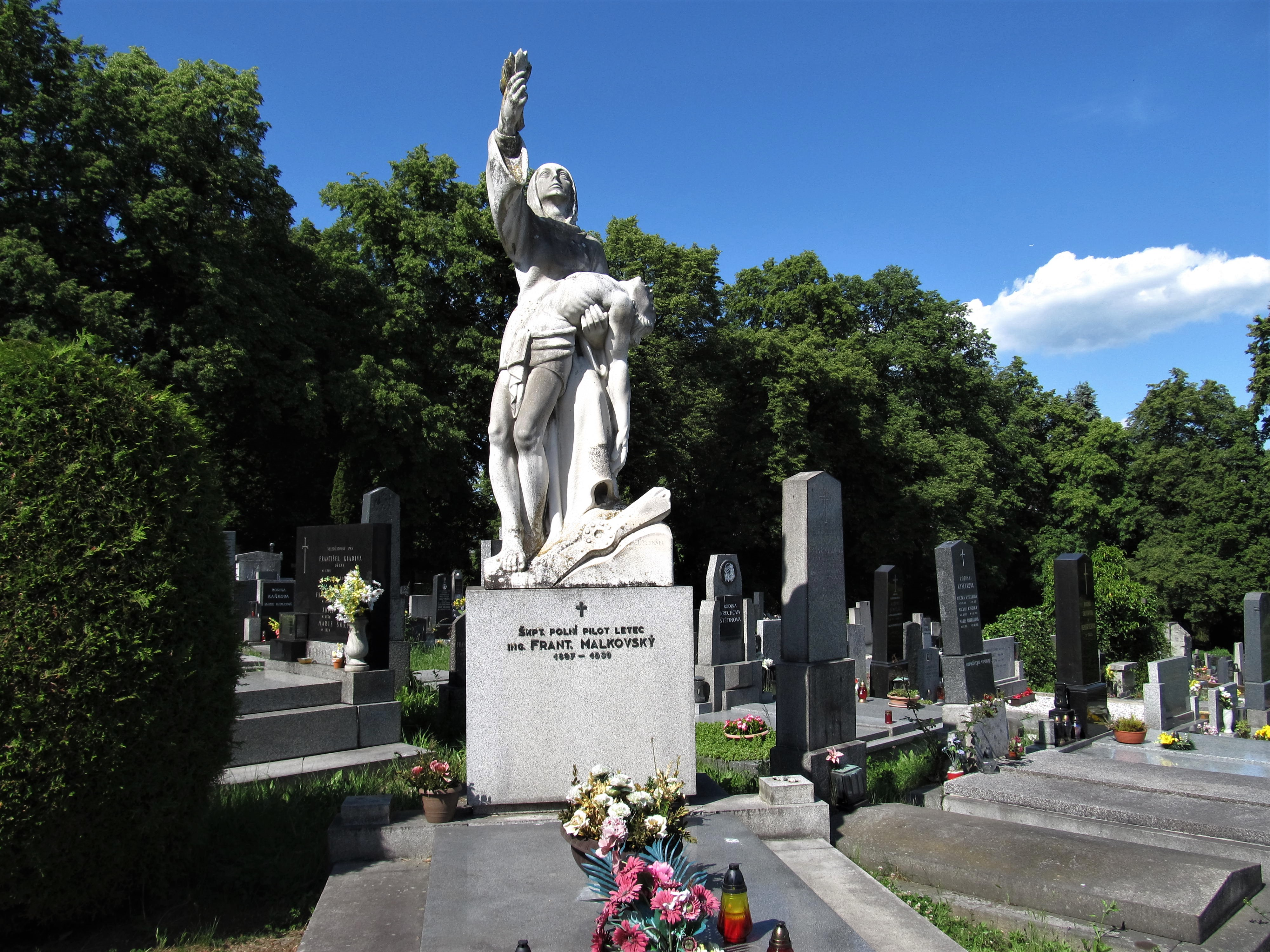
Pomník letce Františka Malkovského (1897–1930) na novém hřbitově
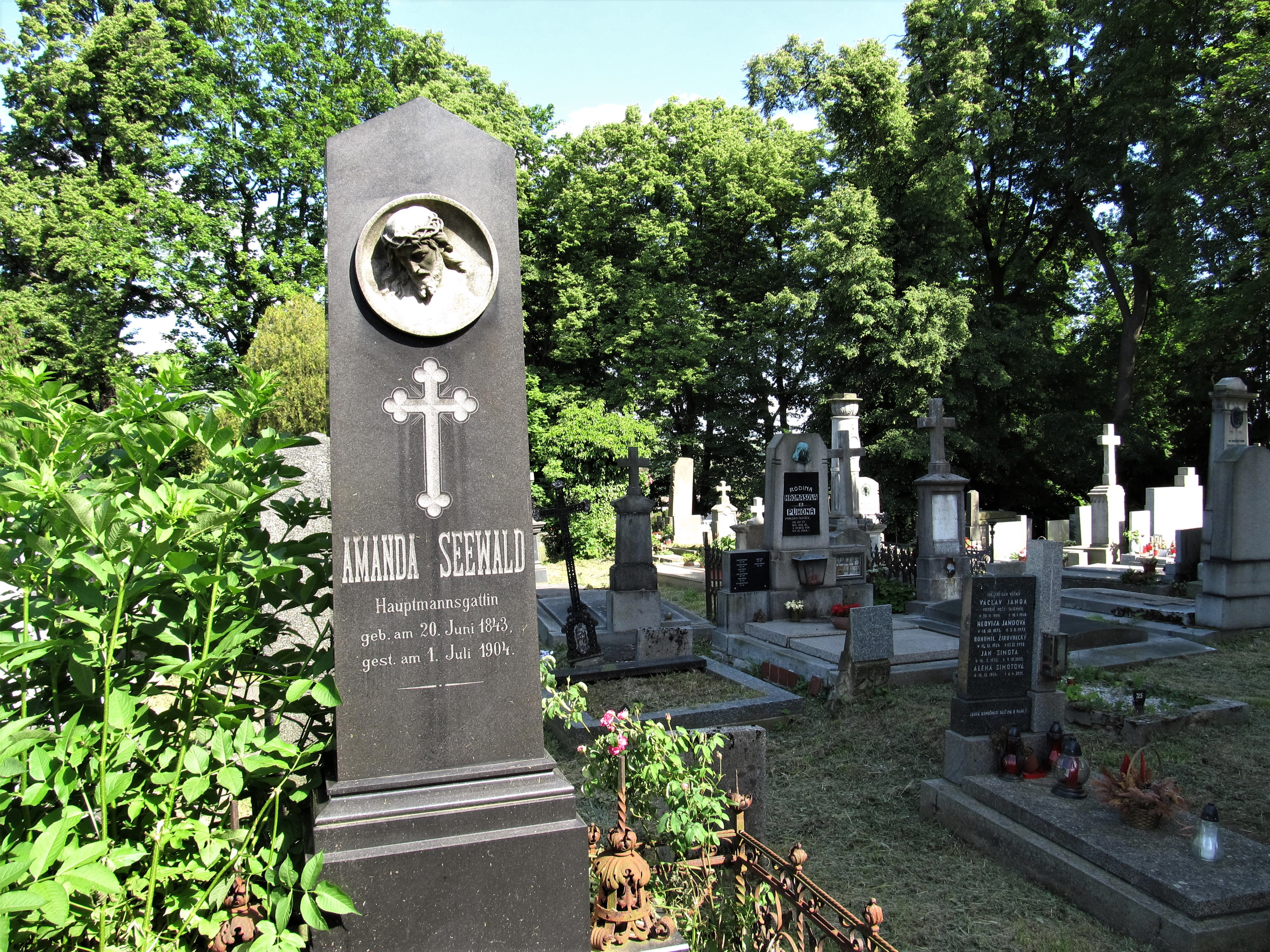
Starý hřbitov u kostela sv. Mikuláše
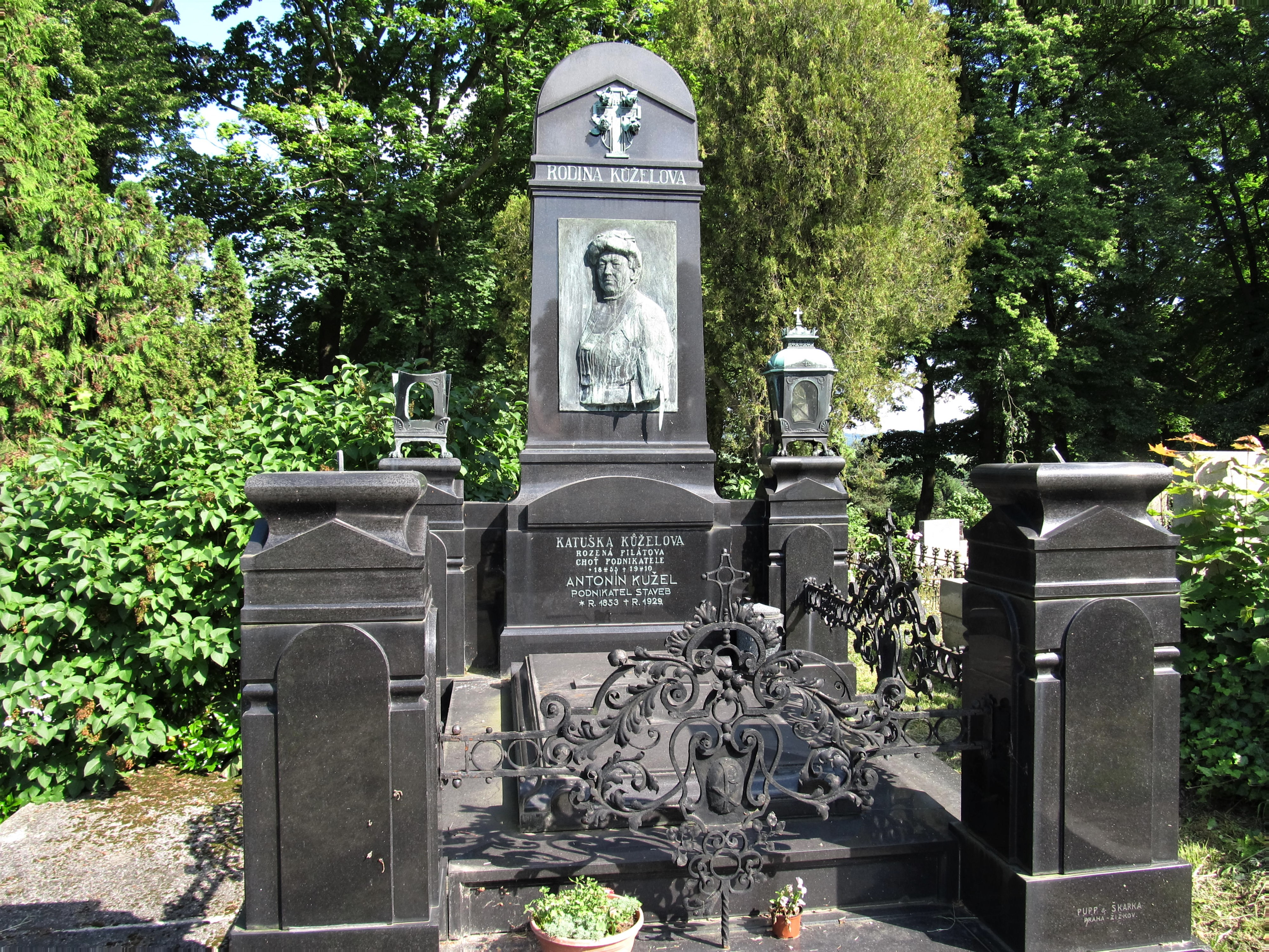
Hrobka rodiny stavitele Antonína Kužela
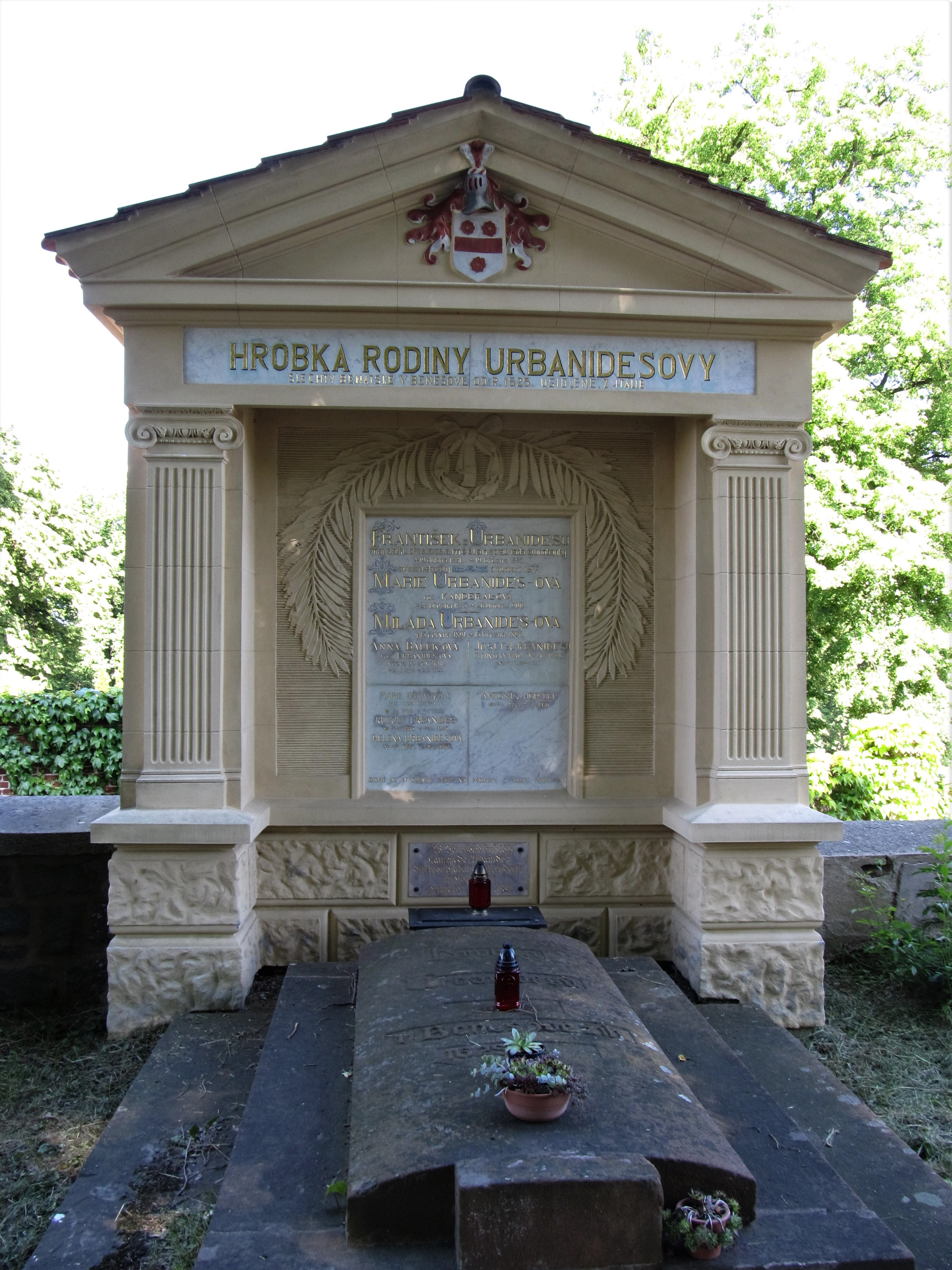
Hrobka šlechtické rodiny Urbanidesů
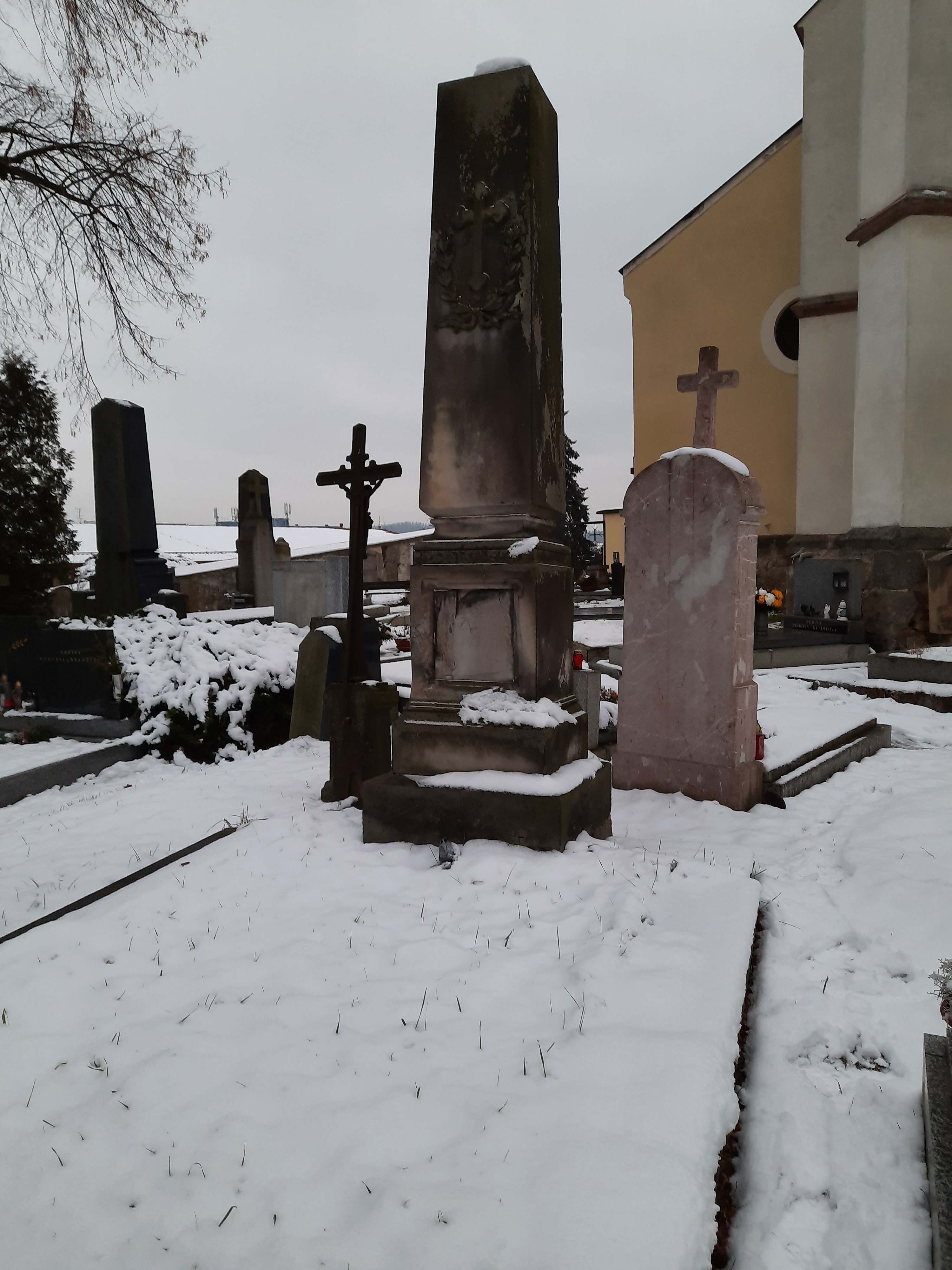
Hrobka K. V. Zapa
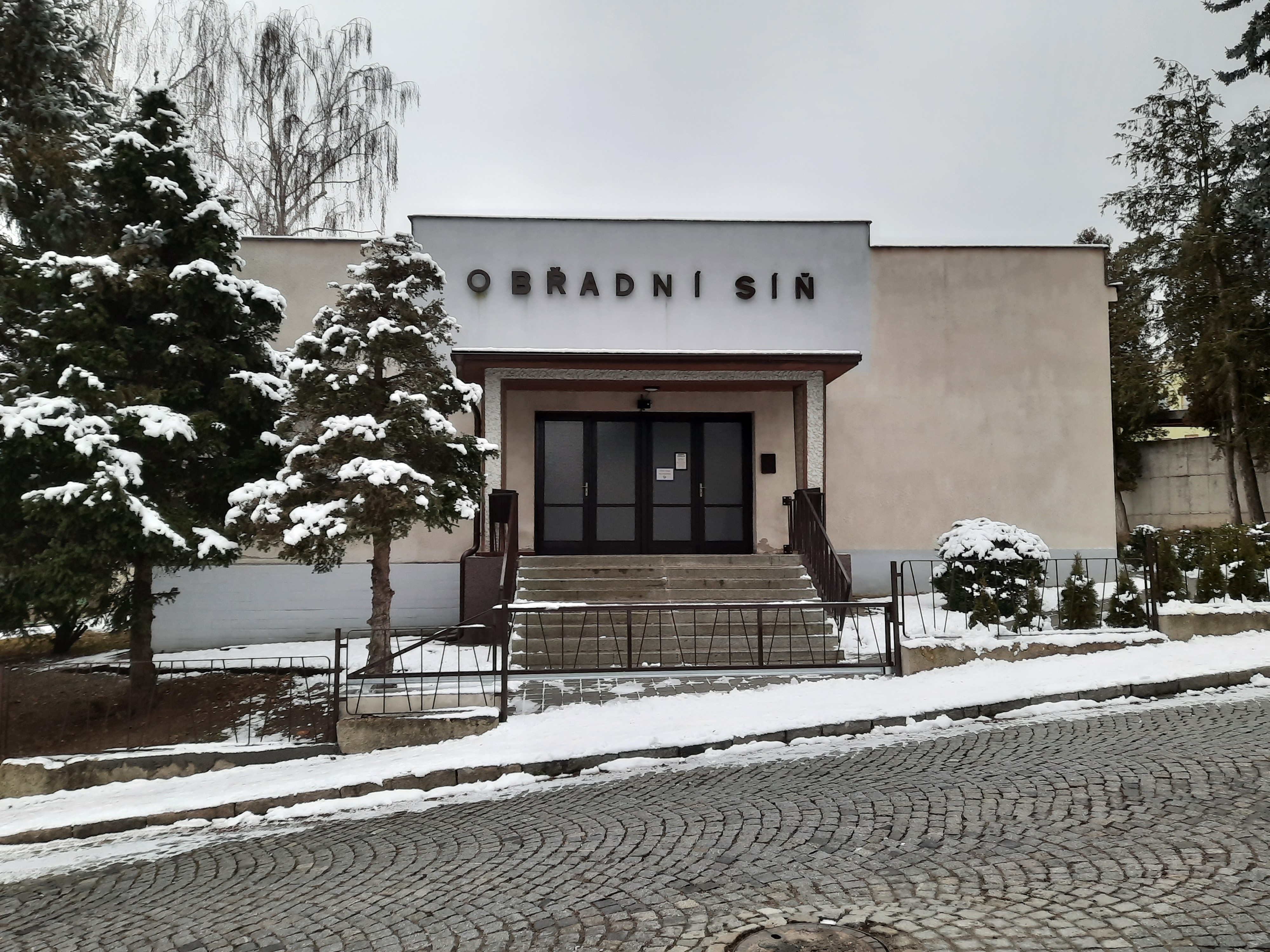
Obřadní síň
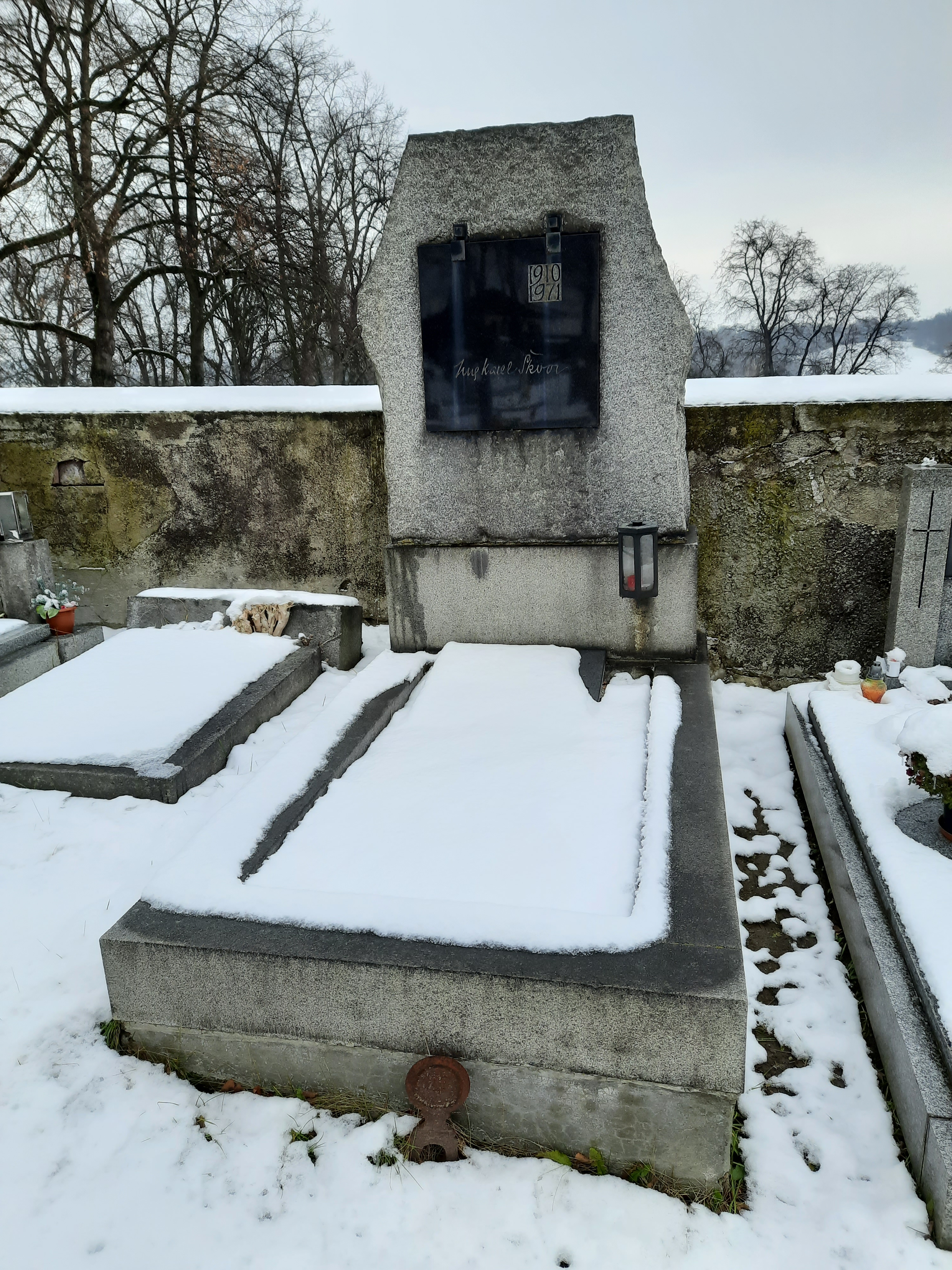
Hrob Ing. Karla Škvora
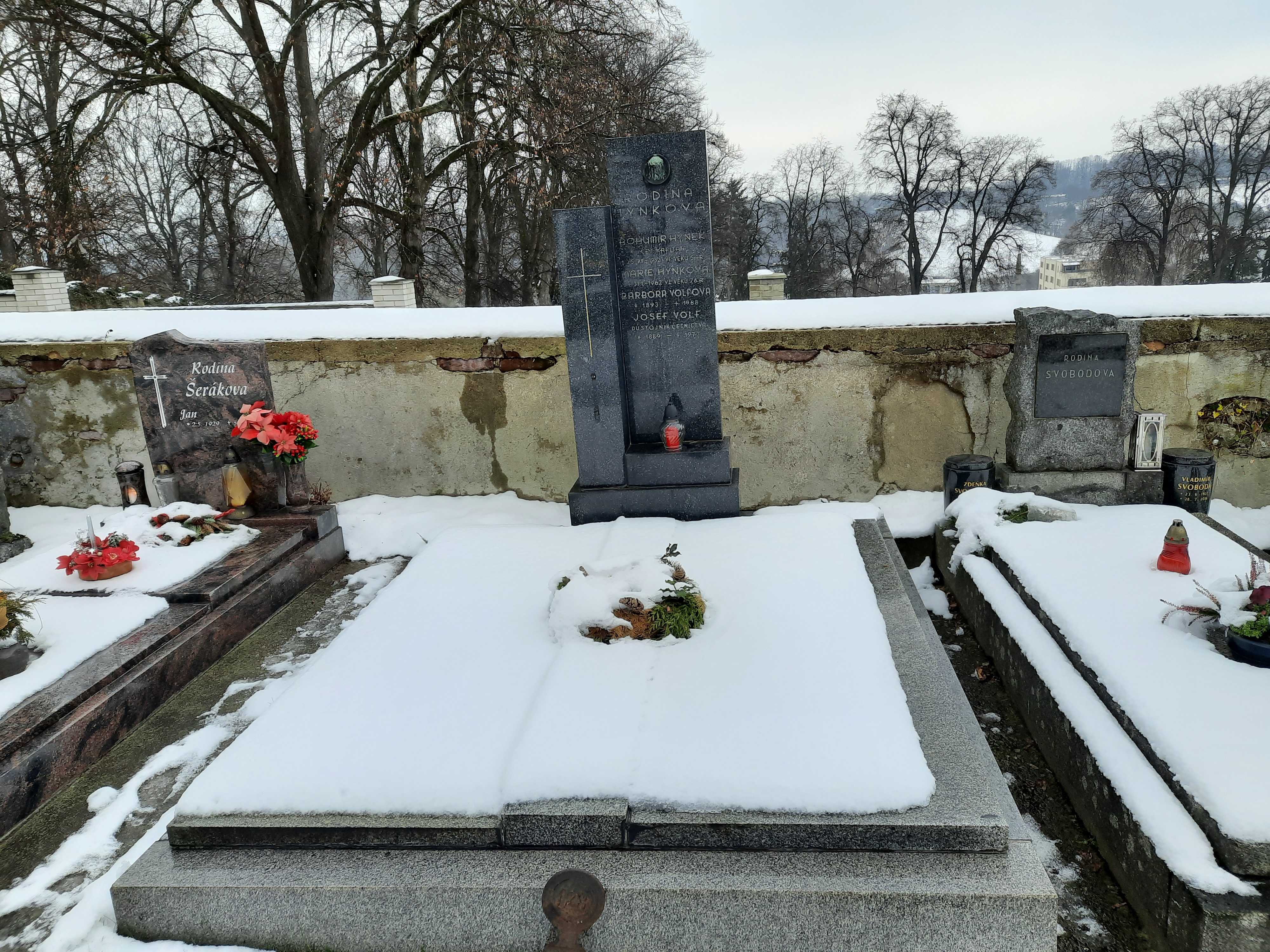
Hrob rodiny štábního kapitána Josefa Volfa
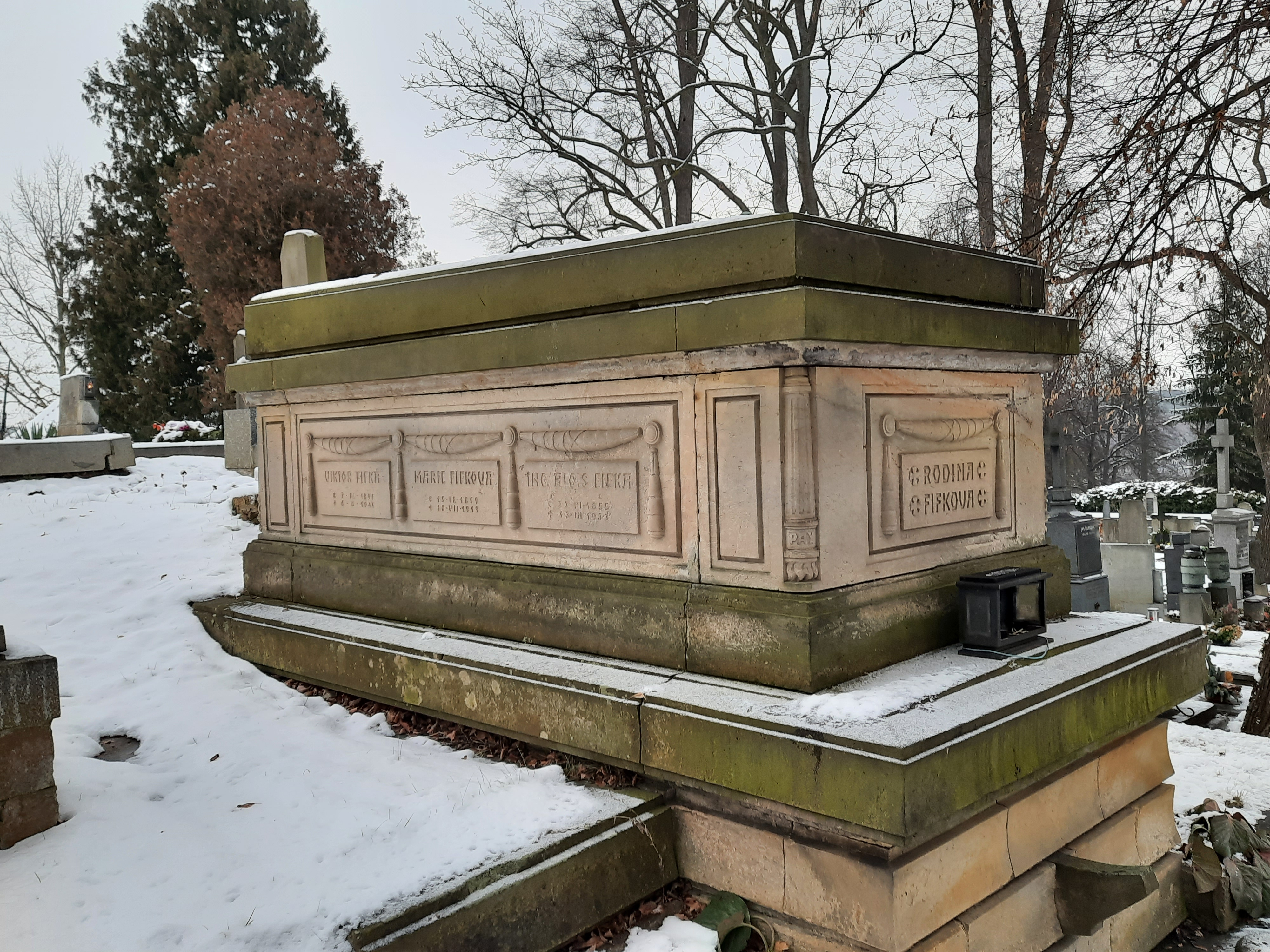
Hrobka rodiny Fifkovy (arch. Ladislav Skřivánek)
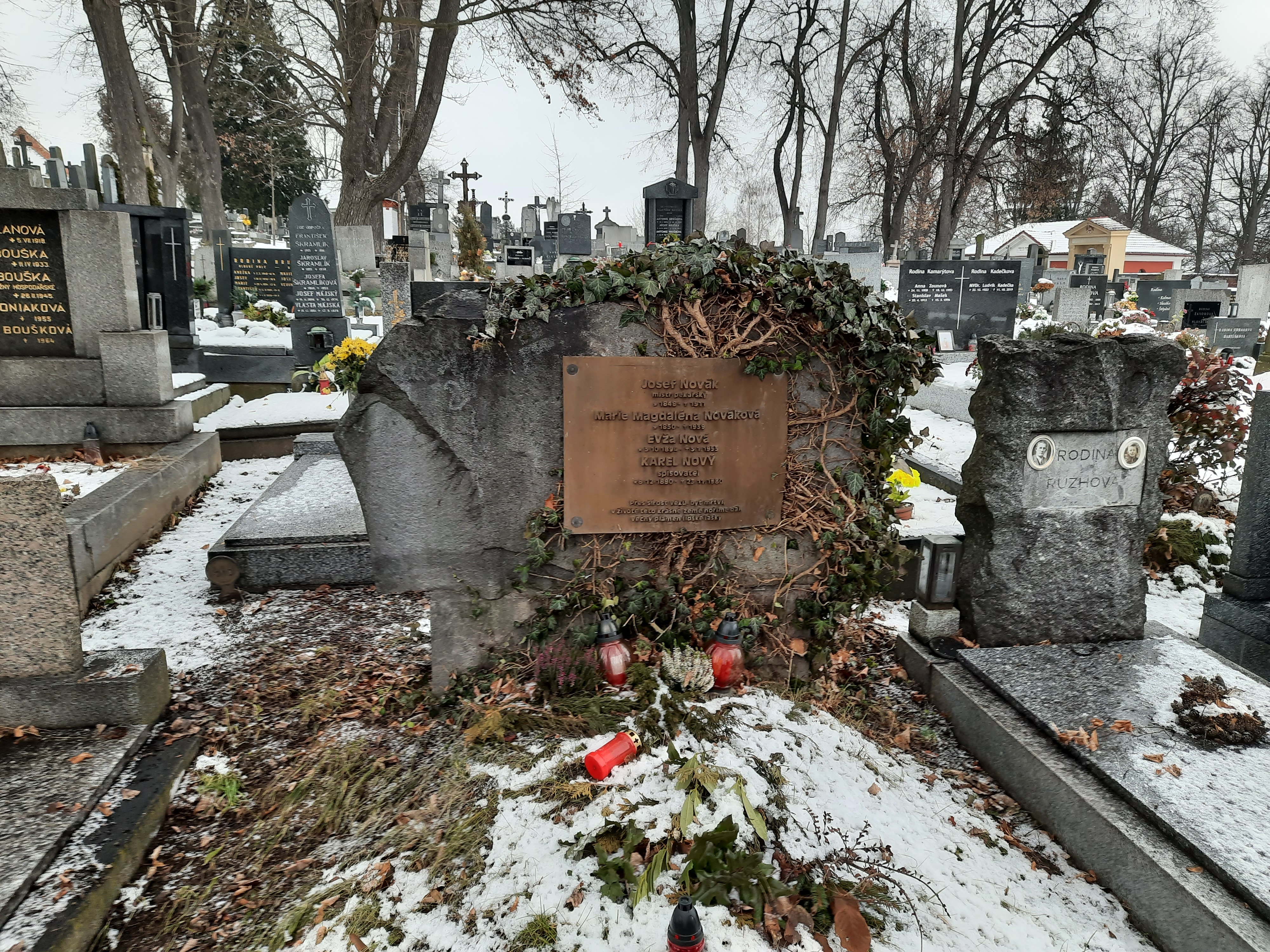
Hrob rodiny Karla Nového
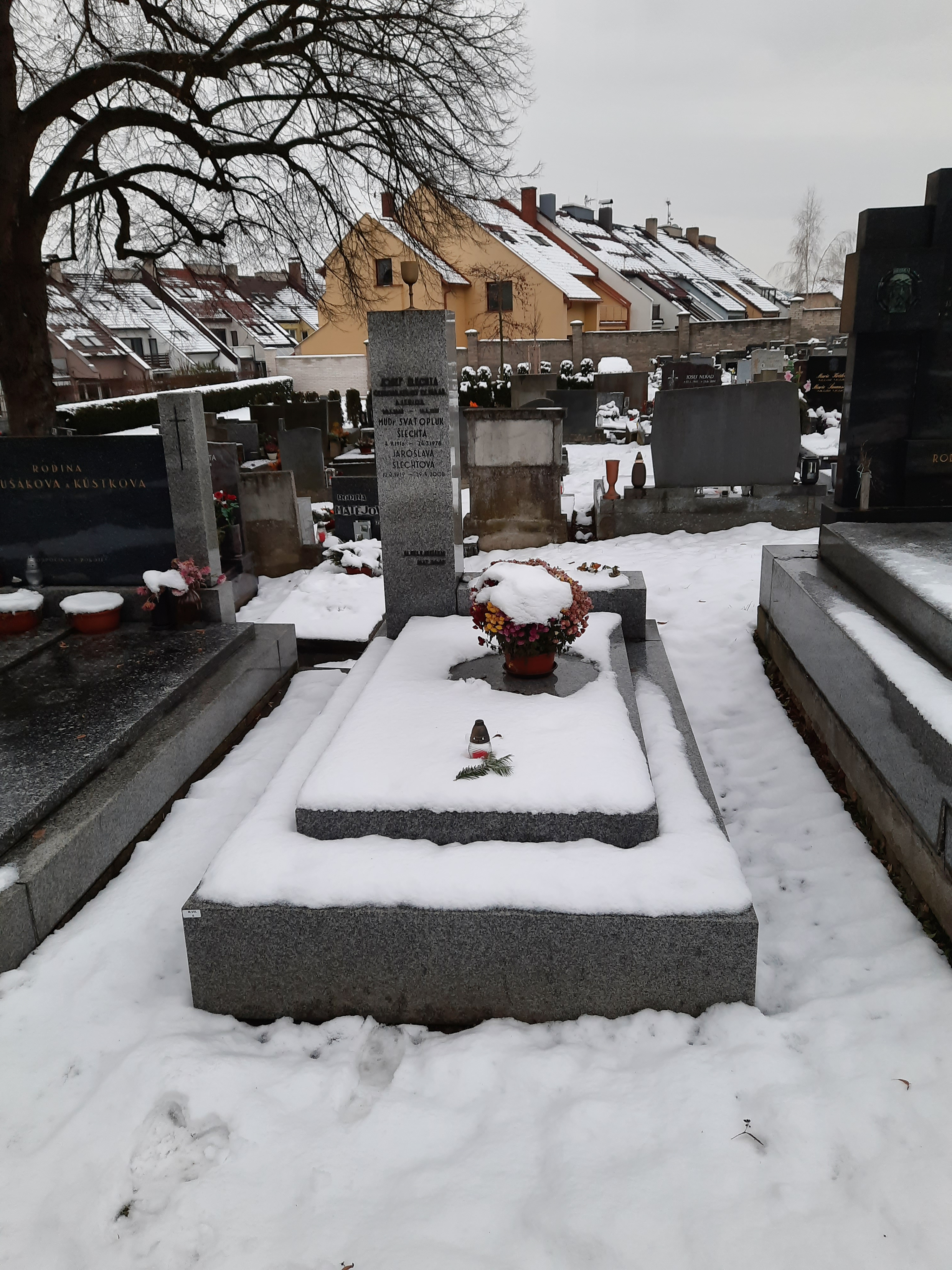
Hrob Josefa Šlechty